# Daniel Jara
Pour les articles homonymes, voir Jara.
Jara  Rodríguez est un nom espagnol. Le premier nom de famille, en général paternel, est Jara ; le second, en général maternel, souvent omis, est Rodríguez.
Daniel Jara Rodríguez, né le 28 juin 1997 à Turrialba, est un coureur cycliste costaricien. 

## Palmarès
- 2015
  -  Champion du Costa Rica du contre-la-montre juniors
- 2016
  -  Champion du Costa Rica du contre-la-montre espoirs
  - 3e étape de la  Clásica Santaneña
  - 1re étape du Tour du Costa Rica
- 2017
  - 2e du championnat du Costa Rica du contre-la-montre espoirs
- 2018
  -  Champion du Costa Rica sur route espoirs
  -  Champion du Costa Rica du contre-la-montre espoirs
  - 1re étape de la Vuelta Chorotega
  - 3e étape de la Clásica Nicoya (contre-la-montre)
  - 3e du championnat du Costa Rica du contre-la-montre
  - 3e du championnat du Costa Rica sur route
  - 3e de la Vuelta Chorotega
- 2019
  - 2e étape de la Clásica Nicoya (contre-la-montre)
  - 2e du championnat du Costa Rica sur route
  - 2e du championnat du Costa Rica du contre-la-montre
  - 2e de la Vuelta de la Juventud Costa Rica
  - 2e de la Clásica Nicoya
  -  Médaillé de bronze du championnat d'Amérique centrale du contre-la-montre espoirs
  -  Médaillé de bronze du championnat d'Amérique centrale sur route espoirs

## Classements mondiaux
| Année            | 2016 | 2017 | 2018 | 2019 |
| ---------------- | ---- | ---- | ---- | ---- |
| UCI America Tour | 334e |      | 51e  | 77e  |